# Косцюшкув (Плоцький повіт)
Косцюшкув (пол. Kościuszków) — село в Польщі, у гміні Лонцьк Плоцького повіту Мазовецького воєводства.
Населення — 108 осіб (2011).
У 1975—1998 роках село належало до Плоцького воєводства.

## Демографія
Демографічна структура станом на 31 березня 2011 року:
|          | Загалом | Допрацездатний вік | Працездатний вік | Постпрацездатний вік |
| -------- | ------- | ------------------ | ---------------- | -------------------- |
| Чоловіки | 55      | 12                 | 40               | 3                    |
| Жінки    | 53      | 10                 | 31               | 12                   |
| Разом    | 108     | 22                 | 71               | 15                   |